# Годе (юбка)

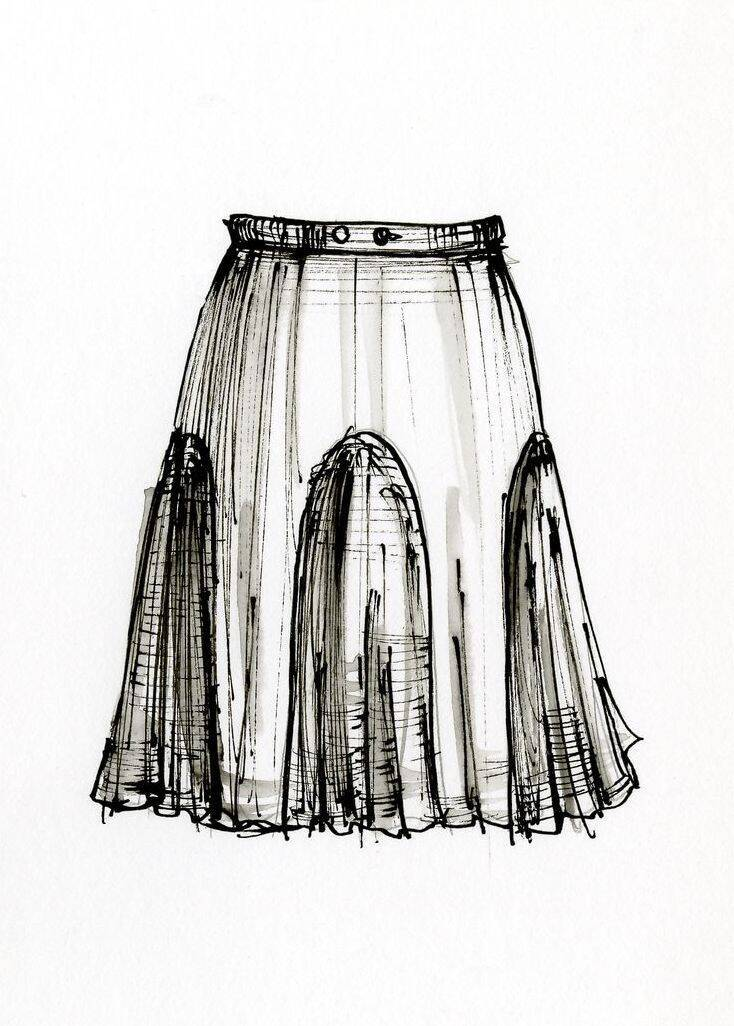
Юбка годе с клиньями на уровне бёдер

Юбка годе́ (от фр. godet) — разновидность клиньевой юбки с узким верхом, расклёшенная от линии бёдер или колена за счёт вшитых в нижней части клиньев-годе треугольной формы. Иногда для эффекта клинья выполняют из ткани контрастного цвета. Юбки с втачными клиньями-веерами из двух или четырёх полотнищ вошли в моду в 1920-е годы, на излёте мальчишеской моды, к 1930-м годам перешли в одежду для девочек младшего школьного возраста и вернулись в широком варианте в богемный стиль 2000-х годов.
Юбки годе подчёркивают талию и чётко обрисовывают бёдра. Исследователь моды Тим Ильясов, автор книги «Лечим „нечегонадеть“ самостоятельно», предупреждает об опасности юбок годе мини или макси для дам с неидеально модельной фигурой. Юбки годе длиной до середины икры он предлагает стройным дамам комбинировать с брутальными бомберами, свитшотами, женственными блузками и водолазками.